# Synapha flavipalpis
Synapha flavipalpis är en tvåvingeart som beskrevs av Freeman 1951. Synapha flavipalpis ingår i släktet Synapha och familjen svampmyggor. Inga underarter finns listade i Catalogue of Life.